# Радованці (Велика)
45°26′ пн. ш. 17°38′ сх. д. / 45.44° пн. ш. 17.64° сх. д.
Радованці (хорв. Radovanci) — населений пункт у Хорватії, в Пожезько-Славонській жупанії у складі громади Велика.

## Населення
Населення за даними перепису 2011 року становило 483 осіб.
Динаміка чисельності населення поселення:

## Клімат
Середня річна температура становить 10,87 °C, середня максимальна – 24,86 °C, а середня мінімальна – -5,46 °C. Середня річна кількість опадів – 843 мм.
| Клімат поселення                              | Клімат поселення | Клімат поселення | Клімат поселення | Клімат поселення | Клімат поселення | Клімат поселення | Клімат поселення | Клімат поселення | Клімат поселення | Клімат поселення | Клімат поселення | Клімат поселення | Клімат поселення |
| Показник                                      | Січ.             | Лют.             | Бер.             | Квіт.            | Трав.            | Черв.            | Лип.             | Серп.            | Вер.             | Жовт.            | Лист.            | Груд.            |                  |
| Середній максимум, °C                         | 6,41             | 7,96             | 12,44            | 16,67            | 21,81            | 24,86            | 24,63            | 24,07            | 19,92            | 14,83            | 9,22             | 5,15             |                  |
| Середня температура, °C                       | 0,47             | 2,02             | 6,49             | 10,72            | 15,88            | 18,93            | 20,99            | 20,42            | 16,29            | 11,18            | 5,55             | 1,51             |                  |
| Середній мінімум, °C                          | −5,46            | −3,92            | 0,56             | 4,79             | 9,93             | 12,97            | 17,32            | 16,78            | 12,64            | 7,54             | 1,95             | −2,13            |                  |
| Норма опадів, мм                              | 52               | 49               | 54               | 68               | 79               | 101              | 78               | 78               | 65               | 73               | 81               | 65               |                  |
| Середньомісячна швидкість вітру, м/с          | 2.05             | 2.30             | 2.58             | 2.50             | 2.24             | 2.05             | 2.01             | 1.85             | 1.88             | 1.95             | 2.05             | 2.10             |                  |
| Середньомісячна сонячна радіація, кДж/м²·день | 4315             | 7041             | 10848            | 15172            | 19197            | 21225            | 22026            | 19846            | 14787            | 9187             | 4912             | 3608             |                  |
| --------------------------------------------- | ---------------- | ---------------- | ---------------- | ---------------- | ---------------- | ---------------- | ---------------- | ---------------- | ---------------- | ---------------- | ---------------- | ---------------- | ---------------- |
| Джерело:                                      |                  |                  |                  |                  |                  |                  |                  |                  |                  |                  |                  |                  |                  |